# 黒石インターチェンジ
黒石インターチェンジ（くろいしインターチェンジ）は、青森県黒石市浅瀬石にある、東北自動車道のインターチェンジ。

## 道路

### 本線
- E4 東北自動車道（52番）

### 接続する道路
- 国道102号

## 料金所
- ブース数：5

### 入口
- ブース数：2
  - ETC専用：1
  - 一般：1

### 出口
- ブース数：3
  - ETC専用：1
  - 一般：2

## 周辺
- 黒石温泉郷
- 黒石市立浅瀬石小学校（2020年3月31日閉校）
- 田んぼアート（第2田んぼアート）

## 隣
E4 東北自動車道
(51) 大鰐弘前IC - 津軽SA - (52) 黒石IC - 高舘PA - (53) 浪岡IC